# Campeonato Mundial de Corta-Mato de 1985
O 13º Campeonato Mundial de Corta-Mato foi realizado em 24 de março de 1985, no Parque Desportivo do Jamor próximo de Lisboa, Portugal. Houve um total de 570 atletas participantes de 50 países.

## Resultados

### Corrida Longa Masculina

#### Individual
| Medalha | Atleta        | País     | Tempo     |
| Ouro    | Carlos Lopes  | Portugal | 33:33 min |
| Prata   | Paul Kipkoech | Quênia   | 33:37 min |
| Bronze  | Wodajo Bulti  | Etiópia  | 33:38 min |

#### Equipas
| Medalha | Selecção | Marca   |
| Ouro    | EtiópiaWodajo Bulti (3º) · Bekele Debele (4º) · Kassa Balcha (6º) · Girma Berhanu (28º) · Chala Urgessa (33º) · Hailu Wolde Tsadik (55º)         | 129 pts |
| Prata   | Quênia · Paul Kipkoech (2º) · Andrew Masai (14º) · Boniface Merande (17º) · Joshua Kipkemboi (22º) · Jackson Ruto (41º) · James Kipngetich (45º) | 141 pts |
| Bronze  | Estados Unidos · Bruce Bickford (10º) · Pat Porter (12º) · Ed Eyestone (16º) · Craig Virgin (19º) · Mark Curp (40º) · Jeff Drenth (56º)          | 153 pts |

### Corrida Júnior Masculina

#### Individual
| Medalha | Atleta                 | País    | Tempo     |
| Ouro    | Kipkemboi Kimeli       | Quênia  | 22:18 min |
| Prata   | Habte Negash           | Etiópia | 22:27 min |
| Bronze  | Wolde Silasse Melkessa | Etiópia | 22:27 min |

#### Equipas
| Medalha | Selecção | Marca  |
| Ouro    | Etiópia  | 16 pts |
| Prata   | Quênia   | 26 pts |
| Bronze  | Espanha  | 64 pts |

### Corrida Longa Feminina

#### Individual
| Medalha | Atleta             | País           | Tempo     |
| Ouro    | Zola Budd          | Inglaterra     | 15:01 min |
| Silver  | Cathy Branta       | Estados Unidos | 15:24 min |
| Bronze  | Ingrid Kristiansen | Noruega        | 15:27 min |

#### Equipas
| Medalha | Selecção | Marca  |
| Ouro    | Estados Unidos · Cathy Branta (2ª) · Betty Springs (9ª) · Shelly Steely (15ª) · Kathryn Hayes (16ª)                 | 42 pts |
| Prata   | Soviet Union · Olga Bondarenko (7ª) · Tatyana Pozdnyakova (19ª) · Marina Rodchenkova (20ª) · Irina Bondarchuk (31ª) | 77 pts |
| Bronze  | Roménia · Fita Lovin (4ª) · Elena Fidatof (10ª) · Paula Ilie (34ª) · Mariana Stanescu (48ª)                         | 96 pts |